# Badacsonytomaj
Badacsonytomaj è una città di 2.220 abitanti situata nella contea di Veszprém, nell'Ungheria nord-occidentale.